# Confine tra Francia e Paesi Bassi

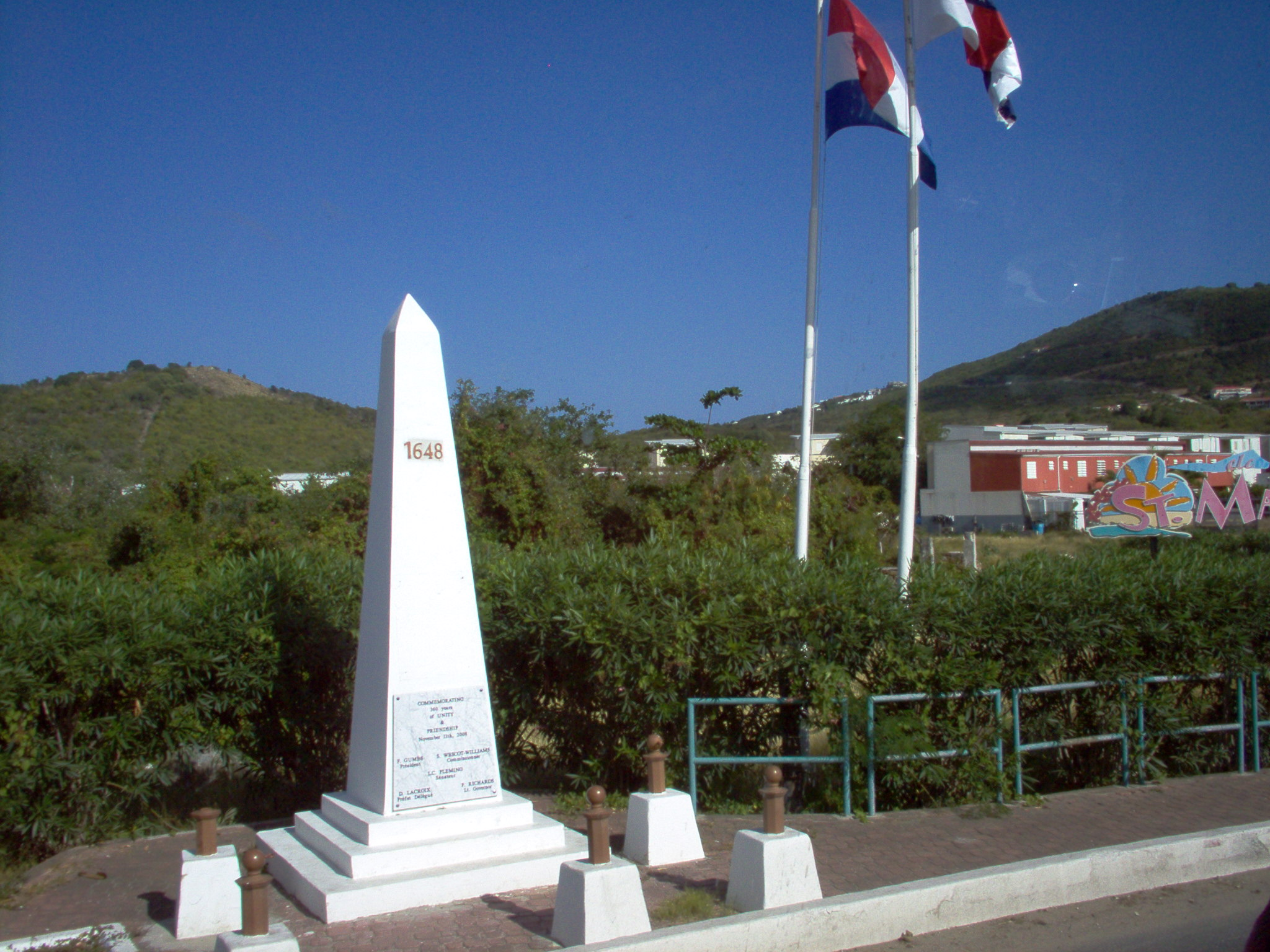
Il monumento al confine di Stato.

Mappa dell'isola.

Il confine tra la Francia e i Paesi Bassi è la linea di demarcazione che divide l'isola di Saint Martin nei Caraibi tra Saint-Martin (collettività d'oltremare dalla Francia) e Sint Maarten (nazione costitutiva del Regno dei Paesi Bassi).

## Caratteristiche
Il confine terrestre è lungo 10 km, uno dei più corti nel mondo, e non vi sono controlli doganali. Il confine taglia in due la Simsonbaai, il Monts des Accords, il Marigot Hill (307 m) e raggiunge la massima elevazione con il Monte Flagstaff (390 m). Inoltre sul confine si trova anche un monumento messo dalle autorità olandesi e francesi nel 1948. La parte sud dell'isola, Sint Maarten è una nazione costitutiva del Regno dei Paesi Bassi dal 10 ottobre 2010, mentre la parte nord, Saint-Martin è una Collettività d'Oltremare della Francia dal 22 febbraio 2007.

## Storia
L'attuale confine terrestre franco-olandese, sull'isola di Saint-Martin, è stato fissato dal Trattato di Concordia il 23 marzo 1648.
Anche la Francia e i Paesi Bassi avevano un confine comune in Europa:
- Fino al 1713 con l'enclave del Principato di Orange recuperato dalla Francia in seguito al trattato di Utrecht;
- Dal 1795 (quando la Francia annesse il Belgio) al 1810, il confine fu delineato dalla Schelda Occidentale, seguendo l'attuale linea del confine belgo-olandese[1];
- tra il 1814 e il 1830, il confine tra Francia e Paesi Bassi corrispose all'attuale confine tra Belgio e Francia. Questa situazione finì nel 1831 quando il Belgio divenne indipendente dai Paesi Bassi.